# 亞歷克西·德·托克維爾
亞歷克西-夏尔-亨利·克莱雷尔，托克維爾伯爵（法語：Alexis-Charles-Henri Clérel, comte de Tocqueville，1805年7月29日—1859年4月16日），通称亚历克西·德·托克维尔（法語：Alexis de Tocqueville），法國贵族、思想家、政治哲学家、歷史學家、政治人物、外交官，法蘭西學術院院士，曾以法國第二共和時期担任外交部長、眾議院議員。以《论美国的民主》和《舊制度與大革命》等著作聞名於世。
托克維爾致力於探討西方社會中民主、平等與自由之間的關係，並檢視平等觀念的崛起在個人與社會之間產生的摩擦。在他的《民主在美國》一書裡，托克維爾以自己遊歷美國的經驗，從古典自由主義的思想傳統出發，探索美國的民主制度及其根源，這本書成為早期社會學的重要著作之一。書中提出以私人慈善而非政府來協助窮人的主張，也對於日後的保守主義和自由意志主義有著深遠影響。托克維爾曾積極投入法國政治，包括了從七月王朝（1830-1848）至第二共和國（1849-1851），但在1851年的政變後他便退出了政壇，並開始撰寫《舊制度與大革命》，但只完成了全書的第一卷便去世了，曾經寫下「當權力不再受限，暴政就悄然成形」。

## 生平
托克維爾家族是諾曼底地主貴族，當地許多地方都以托克維爾家族為名。在取得法律的學位後，托克維爾獲得任命為凡尔赛法庭的實習文官。他在那裡認識擔任檢察官的古斯塔夫·德·博蒙，兩人成為了親密的好友，並且在之後合作寫下了許多著作。在1831年兩人被一同送到美國以考察美國的刑法和監獄制度。在這趟旅程中，他們兩人寫下了Du système pénitentiaire aux Etats-Unis et de son application en France（《論美國的刑事制度及其對法國的應用》, 1832）。回到法國之後，托克維爾成為了一名律師，並且將他遊歷美國的見聞記載成書，於1835年發表了這本經典的著作—《論美國的民主》。這本書受到空前的好評，不久後也被譯為英文，使托克維爾在美法兩地都大為知名。這本書也成為社會學的早期模型，使他於1837年獲得了法國榮譽軍團勳章的殊榮，並且在1841年被選為法兰西学院的院士。
托克維爾相當鄙視當時的七月王朝（1830-1848），於是在同一時期开始跨入政界。他當選了芒什省的議員，並一直擔任這個職位到1851年為止。在議會裡，他大力替廢奴主義和自由貿易的觀點辯護，但他同時也支持路易·菲利普政權對於阿爾及利亞的统治。托克維爾在1842年也當選為芒什省的總參事。
除了美國之外，托克維爾還曾前往英格蘭考察，寫下了Memoir on Pauperism一書。在1841年至1846年之間他也遊歷了阿爾及利亞，在阿爾及利亞的第一趟旅程使他寫下了Travail sur l'Algérie，在書中他批評法國对阿尔及利亚的治理方式。身為廢除主義者，他主張應以英國的非直接統治的自治模型來管理殖民地，而不是將不同的人口混合在一起。他甚至主張應該在歐洲人與阿拉伯人之間實行民族分離，讓兩邊都有獨立的立法體制以實行自治（他的主張在半世紀後的1881年原住民法裡被實行）。
在七月王朝於1848年的2月革命中垮台後，托克維爾於同年當選國民議會的議員，他在議會裡參與起草第二共和國新憲法（1848-1851）。他也支持兩院制以及對共和國總統的選舉普选权，因為鄉村地區的廣大農業人口通常支持保守的政治立場，能夠抗衡巴黎都市地區的勞工人口，以免巴黎市的革命情緒影響全國政治，普選權的擴張同時使托克維爾的選票從原本的700大幅增加至160,000人。
在第二共和國裡，托克維爾與保守派的秩序党結盟，對抗激進的社會主義者和勞工。在二月革命的騷亂後不久，他認為一場處於支持「民主和社會共和國」的勞工人口與由鄉村人口和貴族構成的保守派之間的血腥衝突是難以避免了。如同他所預見的，兩大社會群體間的緊繃關係最後爆發了1848年的6月大暴動。托克維爾選擇支持路易-欧仁·卡芬雅克將軍所領導的鎮暴行動，卡芬雅克最後宣布了紧急状态並且暫時凍結了憲法的法條。儘管身為卡芬雅克以及保守派的支持者，托克維爾仍然接受了奧迪隆·巴羅政府的邀請，在1849年6月至10月間擔任法國外交部的部長。由於與總統拿破崙三世理念不合，他在就任後數個月便辭職而去，但仍擔任國民議會議員。
托克維爾支持波旁王朝的復位，反對拿破崙家族的第二帝國（1851-1871）。他在1851年的總統選舉中支持路易斯·卡芬雅克對抗拿破崙三世。在選舉之後，新當選的拿破崙於1851年12月2日發動政變，下令解散國民議會。托克維爾與其他議會代表一同在巴黎聚集以對抗政變，但被拿破崙以「叛國罪」為名逮捕。在遭拘禁一小段時間後托克維爾獲得釋放，接著他完全退出了政壇，與他的英裔妻子Marie Mottley一同隱居於鄉間的托克维尔城堡（château de Tocqueville）。在那裡他也開始撰寫《舊制度與大革命》，在1856年出版了全書的第一卷，但在撰寫第二卷的期間因病去世。

## 著作
- Du système pénitentaire aux États-Unis et de son application en France (1833年)—《論美國的刑事制度及其對法國的應用》，與古斯塔夫·德·博蒙合著
- De la démocratie en Amerique (1835年/1840年)—《民主在美國》，原本分為兩卷出版，第一卷在1835年，第二卷在1840年
- L'Ancien Régime et la Révolution  (1856年)—《舊制度與大革命》，托克維爾第二知名的著作
- Recollections (1893年)—《回憶錄》，這是經歷1848年革命而寫下的紀錄，托克維爾生前從沒想過要將其公諸於世；在他死後他的妻子和古斯塔夫·德·博蒙將其出版
- Journey to America (1831年 – 1832年)—《美國遊記》，托克維爾遊歷美國時的旅行遊記，由George Lawrence翻譯為英文，1960年由耶魯大學出版社出版

## 外部連結
- 亞歷西斯·托克維爾巡禮（页面存档备份，存于）
- 民主在美國（页面存档备份，存于） 英文譯本
- Great Books Index
- 亞歷西斯·托克維爾的作品  - 古騰堡計劃
- 法國政府文化部製作的網站 （页面存档备份，存于）
- Les classiques des sciences sociales（页面存档备份，存于） 法文原文
- 江宜樺：〈托克維爾論自由、平等與民主政治〉 （页面存档备份，存于）（2009）